# SN 2004fd
SN 2004fd – supernowa typu Ia odkryta 21 października 2004 roku w galaktyce NGC 1060. W momencie odkrycia miała maksymalną jasność 15,70m.